# 下原田村
下原田村（しもはらだむら）は、かつて岐阜県恵那郡にあった村である。現在の恵那市南部、旧・上矢作町南部に該当する。
矢作川支流の上村川沿いの村であり、南は愛知県に接する。
村名は、合併した三つの村の名を合わせた合成地名である。

## 大字・字
- 大字:下
- 字:平岩、柳ケ瀬、澄ケ瀬、北澄ケ瀬、千町、西千町、水邊、島、桑原、上廣見、中廣見、下廣見、羽根、宮本、谷下、大澤、裏山、丸山、上久呂瀬、中久呂瀬、下久呂瀬、市場、牧、山室、篁、増澤、松根、小御所、深澤、門野、
- 大字:漆原
- 字:横吹、松下、本郷、阿寺、峯、井澤、柿平、大馬渡、西三作、東三作、高井澤、越澤
- 大字:小田子
- 字:中屋、大地、久武瀬、田代、羽根、大平下、門野、まぜぐち、清水、乙原

## 歴史
- 鎌倉時代　遠山荘の淡氣郷(手向郷)の下村として明知遠山氏の領地であった。
- 元亀元年（1570年）12月、甲斐・信濃の武田氏の軍勢が三河の徳川勢攻略のため上村に侵入し上村合戦と小田子合戦が勃発。
- 江戸時代は、岩村藩領。
- 明治22年（1889年）7月1日 - 下村、漆原村、小田子村が合併し、下原田村となる。
- 昭和31年（1956年）9月30日 - 上村と下原田村が合併し町制施行、上矢作町となる。

## 教育
- 下原田村立下原田小学校
- 下原田村立下原田中学校